# 鬼細鰩
鬼細鰩（學名：Rajella dissimilis），為軟骨魚綱鰩目鰩科鰩屬的一種，分布於東大西洋西撒哈拉里奧德奧羅南部外海、納米比亞與南非海域，深度400至1640公尺，本魚眼小，扁平的頭部，尾巴約與身體等長，背部有中等大小、不明顯的淺刺，吻部有少量，在稚魚與成魚中，背中線的刺減少，背部灰白色至深灰色，腹部白色，後緣深色，尾側下方有深色斑塊，體長可達82.3公分，棲息在大陸坡，為底棲性魚類，肉食性，卵生，生活習性不明。